# 伊狩章
伊狩 章（いかり あきら、1922年3月31日 - 2015年3月19日）は、日本の国文学者、新潟大学名誉教授。叙正四位。

## 略歴
大正11年（1922年）3月 新潟県村上市小町に生まる。
昭和22年（1947年）東京帝国大学文学部国文科卒業、1952年同大学院（旧制）修了、弘前大学助教授、1959年新潟大学助教授、1969年教授、1980年人文学部長、昭和62年（1987年）定年退官、名誉教授。近代文学および近世戯作を研究した。
昭和32年（1957年）10月 東京大学国語国文学会賞（久松賞）を受賞。｢後期硯友社文学の研究」による。
平成8年（1996年）11月 勲二等瑞宝章を授与される。

## 著書
- 『新国語国文学講座 第2巻第2 近代小説』黄鶴書房　1957年
- 『後期硯友社文学の研究』矢島書房　1957年
- 『硯友社の文学』塙選書  1961年
- 『柳亭種彦』人物叢書 吉川弘文館 1965年、新装版　1989年 ISBN　	9784642051743、オンデマンド版 2021年 ISBN　9784642751742
- 『硯友社と自然主義研究』桜楓社 1975年
- 『幸田露伴と樋口一葉』教育出版センター 1983年 （以文選書）
- 『鴎外・漱石と近代の文苑』翰林書房2001年

## 共編著
- 『現代日本文学』石丸久・村松定孝共編著 矢島書房 1955年
- 『會津八一・吉野秀雄往復書簡』岡村浩・近藤悠子共編 二玄社 1997年
- 『祖父忠藏 伊狩洋服店栄枯盛衰』伊狩忠太郎共著 考古堂書店 2003年

## 参考
- 「柳亭種彦」著者紹介